# Kamen, Split
Kamen är en ort i Kroatien.   Den ligger i länet Split-Dalmatien, i den södra delen av landet, 260 km söder om huvudstaden Zagreb. Kamen ligger 63 meter över havet och antalet invånare är 2 195.
Terrängen runt Kamen är varierad. Havet är nära Kamen åt sydväst.  Närmaste större samhälle är Split, 6,1 km väster om Kamen. 